# Magritte (Filmpreis)

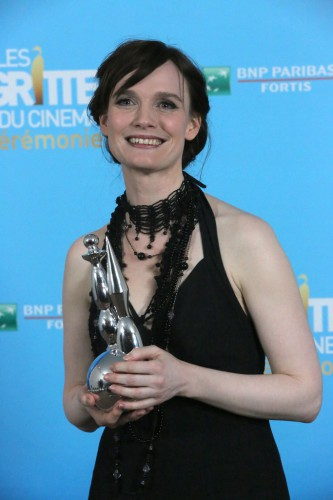
Anne-Pascale Clairembourg, die Gastgeberin der Verleihung von 2017, mit der Preistrophäe

Der Magritte (frz.: „Magritte du cinéma“) ist der bedeutendste Filmpreis des französischsprachigen Teils von Belgien. Die Auszeichnung ist nach dem belgischen Maler René Magritte benannt und wird seit 2011 jährlich im Februar von der Académie André Delvaux vergeben. Diese Akademie, benannt nach dem belgischen Filmregisseur André Delvaux, wurde im Oktober 2010 vom Verband der frankophonen Filmproduzenten (UPFF) und der frankophonen Autorenvereinigung Pro Spère gegründet. Der Magritte ist das französischsprachige Gegenstück zum Flämischen Filmpreis, der 2010 erstmals auf dem Filmfestival in Ostende verliehen wurde und sich hauptsächlich auf niederländischsprachige Filmproduktionen in Belgien konzentriert. Der Flämische Filmpreis wurde im Jahr 2012 in Ensor-Filmpreis umbenannt.
Die beiden belgischen Filmpreise, der Ensor und der Magritte, sind als Nachfolger des Joseph-Plateau-Preises anzusehen, der zuvor von 1985 bis 2006 als gemeinsamer nationaler belgischer Filmpreis verliehen wurde. Im Jahr 2007 wurde dieser Preis jedoch abgeschafft.
In Flandern existiert darüber hinaus auch das Film Fest in Gent.
Im Oktober 2020 sagte die Académie André Delvaux die Verleihung des Magritte 2021 aufgrund der COVID-19-Pandemie ab. Belgische Filmproduktionen aus dem Jahr 2020 wurden bei der Verleihung des Magritte 2022 zusammen mit den Filmen von 2021 berücksichtigt.

## Kategorien
Die Magrittes werden jedes Jahr in Brüssel in den folgenden Kategorien vergeben:
| Kategorie                                 | Originalbezeichnung                                                   | verliehen seit |
| ----------------------------------------- | --------------------------------------------------------------------- | -------------- |
| Bester Film                               | Meilleur film                                                         | 2011           |
| Bestes Erstlingswerk                      | Meilleur premier film                                                 | 2013           |
| Beste Regie                               | Meilleur réalisation                                                  | 2011           |
| Bester Hauptdarsteller                    | Meilleur acteur                                                       | 2011           |
| Beste Hauptdarstellerin                   | Meilleure actrice                                                     | 2011           |
| Bester Nebendarsteller                    | Meilleur acteur dans un second rôle                                   | 2011           |
| Beste Nebendarstellerin                   | Meilleure actrice dans un second rôle                                 | 2011           |
| Bester Nachwuchsdarsteller                | Meilleur espoir masculin                                              | 2011           |
| Beste Nachwuchsdarstellerin               | Meilleur espoir féminin                                               | 2011           |
| Bestes Drehbuch                           | Meilleur scénario (früher: Meilleur scénario original ou adaptation)  | 2011           |
| Beste Filmmusik                           | Meilleure musique originale                                           | 2011           |
| Bestes Szenenbild                         | Meilleurs décors                                                      | 2011           |
| Beste Kostüme                             | Meilleurs costumes                                                    | 2011           |
| Beste Kamera                              | Meilleure image                                                       | 2011           |
| Bester Schnitt                            | Meilleur montage                                                      | 2011           |
| Bester Ton                                | Meilleur son                                                          | 2011           |
| Bester Kurzfilm                           | Meilleur court métrage de fiction (früher: Meilleur court métrage)    | 2011           |
| Bester animierter Kurzfilm                | Meilleur court métrage d’animation                                    | 2016           |
| Bester Dokumentarkurzfilm                 | Meilleur court métrage documentaire                                   | 2022           |
| Bester Dokumentarfilm                     | Meilleur documentaire                                                 | 2011           |
| Bester flämischer Film                    | Meilleur film flamand (früher: Meilleur film flamand en coproduction) | 2012           |
| Bester ausländischer Film in Koproduktion | Meilleur film étranger en coproduction                                | 2012           |
| Ehrenpreis                                | Magritte d’honneur                                                    | 2011           |